# Commentry
 Commentry  es una población y comuna francesa, situada en la región de Auvernia, departamento de Allier, en el distrito de Montluçon y cantón de Commentry.

## Demografía
| 600 | 498 | 565 | 601 | 1277 | 1126 | 1424 | 3015 | 5465 | 8484 | 8582 | 9978 | 11 698 | 12 978 | 12 416 | 12 515 | 12 618 | 12 632 | 11 169 | 10 205 | 10 112 | 10 256 | 10 089 | 10 136 | 8827 | 9119 | 9259 | 9711 | 10 026 | 10 043 | 9195 | 8021 | 7204 | 6857 | 6580 |
| Para los censos de 1962 a 1999 la población legal corresponde a la población sin duplicidades (Fuente: INSEE [Consultar]) |     |     |     |      |      |      |      |      |      |      |      |        |        |        |        |        |        |        |        |        |        |        |        |      |      |      |      |        |        |      |      |      |      |      |